# Herb Dean
Herb Dean (Pasadena, Califórnia, 30 de setembro de 1970) é um ex-lutador de artes marciais mistas e árbitro norte-americano.
Dean é um dos árbitros mais conhecidos respeitados no MMA.
É famoso por ser um dos principais árbitros do UFC.
| “ | “Eu amo, amo, amo ser árbitro. É como um sonho que vira realidade. Tenho a oportunidade de ficar muito perto, uma experiência única que poucos podem ter. É fazer parte da história. Amo meu trabalho e não trocaria por nada. Não tem salário que pague.” | ” |

O que poucos sabem é que ele é faixa-preta de jiu-jítsu e tem cinco lutas profissionais de MMA no currículo.
O percurso (três derrotas e duas vitórias) não é dos melhores, mas a experiência inegavelmente contribui – e muito- para o americano ser considerado um dos melhores do mundo no que faz.

## Prêmios e Indicações
- World MMA Awards: Árbitro do Ano[4][5][6] - 2010, 2011, 2012, 2013, 2014

## Cartel no MMA
| Cartel no MMA   |            |            |
| 5 lutas         | 2 vitórias | 3 derrotas |
| Por nocaute     | 1          | 1          |
| Por finalização | 1          | 2          |

| Res. | Cartel | Oponente        | Método                   | Evento                         | Data       | Round | Tempo | Local                                    | Notas      |
| ---- | ------ | --------------- | ------------------------ | ------------------------------ | ---------- | ----- | ----- | ---------------------------------------- | ---------- |
| Loss | 2–3    | Dave Legeno     | TKO (eye injury)         | Cage Rage 22                   | 14/07/2007 | 1     | 5:00  | Londres                                  |            |
| Loss | 2–2    | Jung Gyu Choi   | Submission (keylock)     | Spirit MC 9                    | 08/10/2006 | 2     | 3:51  | Coreia do Sul                            |            |
| Win  | 2–1    | Timothy Mendoza | TKO (strikes)            | KOTC 39: Hitmaster             | 06/08/2004 | 2     | 3:31  | San Jacinto (Califórnia), Estados Unidos |            |
| Loss | 1–1    | Joe Riggs       | Submission (strikes)     | Rage in the Cage 43: The Match | 18/01/2003 | 1     | 0:52  | Arizona, Estados Unidos                  |            |
| Win  | 1–0    | Randy Halmot    | Submission (front choke) | Gladiator Challenge 6          | 09/09/2001 | 1     | 0:43  | Colusa (Califórnia), Estados Unidos      | MMA Debut. |

## Filmografia
- 2005 - atualmente - The Ultimate Fighter
- 2009 - Locker 13
- 2011 - Monster Brawl
- 2012 - Here Comes the Boom